# To the Shores of Tripoli
To the Shores of Tripoli (br Defensores da Bandeira) é um filme norte-americano de 1942, do gênero drama de guerra, dirigido por H. Bruce Humberstone e estrelado por John Payne, Maureen O'Hara e Randolph Scott.